# (6037) 1988 EG
(6037) 1988 EG est un astéroïde Apollon potentiellement dangereux découvert le 12 mars 1988 par l'astronome américain Jeff Alu.

## Historique
Le lieu de découverte, par l'astronome américain Jeff Alu, est Palomar (675).

## Caractéristiques
Sa distance minimale d'intersection de l'orbite terrestre est de 0,024 222 ua.